# 8549 Alcide
8549 Alcide este un asteroid din centura principală de asteroizi.

## Descriere
8549 Alcide este un asteroid din centura principală de asteroizi. A fost descoperit pe 30 martie 1994 la observatorul astronomic din Farra d'Isonzo. Asteroidul prezintă o orbită caracterizată de o semiaxă mare de 2,44 ua, o excentricitate de 0,19 și o înclinație de 1,9° în raport cu ecliptica.